# Václav Kalina
Václav Kalina (ur. 15 lipca 1979 w Kladnie) – czeski piłkarz, obrońca Bohemians 1905.